# 1991년 일본 프로 야구 올스타전
1991년 일본 프로 야구 올스타전은 1991년 7월 23일과 7월 24일에 열린 일본 프로 야구의 올스타전 경기이다. 정식 명칭은 1991 산요 올스타 게임(1991 サンヨー オールスターゲーム, 1991 SANYO ALL STAR GAME).

## 개요
전년도 2년 만에 일본 시리즈 정상에 오른 세이부 라이온스의 모리 마사아키 감독이 퍼시픽 리그 올스타팀을 지휘했고 2년 연속 센트럴 리그 우승을 달성한 요미우리 자이언츠의 후지타 모토시 감독이 센트럴 리그 올스타팀의 지휘를 맡았다.
공전의 스모 인기를 견인했던 와카노하나다·다카노하나다의 ‘와카타카 형제’의 시구식으로 시작한 1차전에서는 센트럴 올스타팀의 후루타 아쓰야(야쿠르트)가 퍼시픽 올스타팀의 2회, 3회, 8회에 걸친 도루를 모두 저지했다. 이 중 2회의 마쓰나가 히로미(오릭스), 8회의 아키야마 고지(세이부)는 도루왕을 차지한 경력도 있었다. 계속되는 2차전에서는 예상외의 사건이 속출한 상황이 이어졌는데 센트럴 올스타팀이 1점 뒤진 채로 맞이한 7회말에 센트럴 올스타팀의 다카기 유타카(다이요)가 동점타를 날리면서 양팀은 승부를 결정짓지 않은 채로 연장전에 돌입했다. 그 결과, 양팀 선수를 많이 사용한 탓인지 12회초에는 전날에 선발 등판하여 이날 등판 예정이 없었던 센트럴 올스타팀의 마키하라 히로미(요미우리)가 연습용 셔츠를 착용한 상태에서 등판했다. 더 나아가 자신이 친 타구가 안면에 직격해서 맞은 아키야마가 부상으로 퇴장당했고, 야수를 모두 사용한 퍼시픽 올스타팀은 노모 히데오(긴테쓰)가 오릭스의 로고가 새겨진 헬멧을 쓰고 대타로 등장했다. 그 뒤의 외야 수비에는 구도 기미야스(세이부)가 투입됐다.
2차전에서의 연장 12회에 일어난 해프닝도 있고 해서 다음 시즌부터는 연장전이 없어졌다. 또한 이 경기에서 퍼시픽 올스타팀의 가도타 히로미쓰가 올스타전 홈런에 있어서의 최고령 기록(43세 5개월)을 수립했다.

## 출장 선수
| 센트럴 리그 | 센트럴 리그       | 센트럴 리그 | 센트럴 리그 |
| ----------- | ----------------- | ----------- | ----------- |
| 감독        | 후지타 모토시     | 요미우리    |             |
| 코치        | 야마모토 고지     | 히로시마    |             |
| 코치        | 스도 유타카       | 다이요      |             |
| 투수        | 구와타 마스미     | 요미우리    | 4           |
| 투수        | 마키하라 히로미   | 요미우리    | 3           |
| 투수        | 사사오카 신지     | 히로시마    | 2           |
| 투수        | 오노 유타카       | 히로시마    | 7           |
| 투수        | 노무라 히로키     | 다이요      | 2           |
| 투수        | 이마나카 신지     | 주니치      | 첫 출장     |
| 투수        | 가쿠 겐지         | 주니치      | 4           |
| 투수        | 모리타 고이치     | 주니치      | 첫 출장     |
| 투수        | 가와사키 겐지로   | 야쿠르트    | 2           |
| 투수        | 니시무라 다쓰지   | 야쿠르트    | 첫 출장     |
| 포수        | 후루타 아쓰야     | 야쿠르트    | 2           |
| 포수        | 다쓰카와 미쓰오   | 히로시마    | 6           |
| 포수        | 나카무라 다케시   | 주니치      | 4           |
| 포수        | 하타 신지         | 야쿠르트    | 첫 출장     |
| 1루수       | 히로사와 가쓰미   | 야쿠르트    | 5           |
| 2루수       | 시노즈카 도시오   | 요미우리    | 9           |
| 3루수       | 오카자키 가오루   | 요미우리    | 3           |
| 유격수      | 이케야마 다카히로 | 야쿠르트    | 4           |
| 내야수      | 고마다 노리히로   | 요미우리    | 2           |
| 내야수      | 노무라 겐지로     | 히로시마    | 2           |
| 내야수      | 다카기 유타카     | 다이요      | 7           |
| 내야수      | 다쓰나미 가즈요시 | 주니치      | 2           |
| 내야수      | 오치아이 히로미쓰 | 주니치      | 11          |
| 외야수      | 하라 다쓰노리     | 요미우리    | 11          |
| 외야수      | 요시무라 사다아키 | 요미우리    | 4           |
| 외야수      | 마유미 아키노부   | 한신        | 9           |
| 외야수      | 야마사키 류조     | 히로시마    | 3           |
| 외야수      | 다이호 야스아키   | 주니치      | 첫 출장     |

| 퍼시픽 리그 | 퍼시픽 리그        | 퍼시픽 리그 | 퍼시픽 리그 |
| ----------- | ------------------ | ----------- | ----------- |
| 감독        | 모리 마사아키      | 세이부      |             |
| 코치        | 도이 쇼조          | 오릭스      |             |
| 코치        | 오기 아키라        | 긴테쓰      |             |
| 투수        | 노모 히데오        | 긴테쓰      | 2           |
| 투수        | 와타나베 도미오    | 세이부      | 2           |
| 투수        | 구도 기미야스      | 세이부      | 3           |
| 투수        | 호시노 노부유키    | 오릭스      | 4           |
| 투수        | 오노 가즈요시      | 긴테쓰      | 5           |
| 투수        | 다케다 가즈히로    | 닛폰햄      | 2           |
| 투수        | 니시자키 유키히로  | 닛폰햄      | 4           |
| 투수        | 고미야마 사토루    | 롯데        | 첫 출장     |
| 투수        | 무라타 가쓰요시    | 다이에      | 첫 출장     |
| 투수        | 가토리 요시타카▲   | 세이부      | 2           |
| 투수        | 시바타 야스미쓰▲   | 닛폰햄      | 3           |
| 투수        | 모토하라 마사하루▲ | 다이에      | 첫 출장     |
| 포수        | 이토 쓰토무        | 세이부      | 8           |
| 포수        | 나카지마 사토시    | 오릭스      | 3           |
| 포수        | 다무라 후지오      | 닛폰햄      | 6           |
| 1루수       | 기요하라 가즈히로  | 세이부      | 6           |
| 2루수       | 쓰지 하쓰히코      | 세이부      | 5           |
| 3루수       | 이시게 히로미치    | 세이부      | 11          |
| 유격수      | 다나카 유키오      | 닛폰햄      | 4           |
| 내야수      | 마쓰나가 히로미    | 오릭스      | 8           |
| 내야수      | 오가와 히로후미    | 오릭스      | 첫 출장     |
| 내야수      | J. 트래버          | 긴테쓰      | 첫 출장     |
| 내야수      | 시라이 가즈유키    | 닛폰햄      | 2           |
| 외야수      | 아키야마 고지      | 세이부      | 7           |
| 외야수      | 사사키 마코토      | 다이에      | 2           |
| 외야수      | 가도타 히로미쓰    | 다이에      | 14          |
| 외야수      | 이시미네 가즈히코  | 오릭스      | 4           |
| 외야수      | 스즈키 다카히사    | 긴테쓰      | 2           |
| 외야수      | 아라이 히로마사    | 긴테쓰      | 4           |
| 외야수      | M. 윈터스          | 닛폰햄      | 첫 출장     |
| 외야수      | 아이코 다케시      | 롯데        | 2           |

- 굵은 글씨는 팬 투표로 선출된 선수, ▲는 출장 사퇴 선수 발생에 의한 보충 선수.

## 올스타전 경기 결과

### 1차전
퍼시픽 올스타팀의 선발이었던 노모는 패전 투수가 됐지만 첫회 선두 타자인 다쓰나미 가즈요시를 포함한 탈삼진 6개를 기록했는데 결과적으로 1990년대의 올스타전에서는 최다 기록이 됐다.

#### 스코어
| 팀 | 1 | 2 | 3 | 4 | 5 | 6 | 7 | 8 | 9 | R | H | E |
| 센트럴                                                                                                | 0 | 0 | 1 | 0 | 0 | 0 | 0 | 0 | 0 | 1 | 5 | 1 |
| 퍼시픽                                                                                                | 0 | 0 | 0 | 0 | 0 | 0 | 0 | 0 | 0 | 0 | 5 | 1 |
| 승리 투수: 마키하라 히로미(요미우리) 패전 투수: 노모 히데오(긴테쓰) 세이브: 가와사키 겐지로(야쿠르트) |   |   |   |   |   |   |   |   |   |   |   |   |

#### 출장 선수
| 센트럴 | 센트럴 | 센트럴            |
| 타순   | 수비   | 선수              |
| ------ | ------ | ----------------- |
| 1      | (二)   | 다쓰나미 가즈요시 |
| 2      | (三)   | 오카자키 가오루   |
| 3      | (유)   | 이케야마 다카히로 |
| 4      | (지)   | 오치아이 히로미쓰 |
| 5      | (좌)   | 하라 다쓰노리     |
| 6      | (一)   | 고마다 노리히로   |
| 7      | (중)   | 히로사와 가쓰미   |
| 8      | (우)   | 요시무라 사다아키 |
| 9      | (포)   | 후루타 아쓰야     |
|        | (투)   | 마키하라 히로미   |

| 퍼시픽 | 퍼시픽 | 퍼시픽            |
| 타순   | 수비   | 선수              |
| ------ | ------ | ----------------- |
| 1      | (우)   | 사사키 마코토     |
| 2      | (중)   | 아라이 히로마사   |
| 3      | (一)   | 기요하라 가즈히로 |
| 4      | (지)   | 가도타 히로미쓰   |
| 5      | (좌)   | M. 윈터스         |
| 6      | (三)   | 마쓰나가 히로미   |
| 7      | (유)   | 다나카 유키오     |
| 8      | (포)   | 이토 쓰토무       |
| 9      | (二)   | 시라이 가즈유키   |
|        | (투)   | 노모 히데오       |

#### 수상 선수
MVP
- 후루타 아쓰야(야쿠르트)

마쓰나가 히로미, 시라이 가즈유키, 아키야마 고지 등 모두 3명의 주자들에 대한 도루를 저지시키는 활약을 보였다.

### 2차전

#### 스코어
| 팀 | 1 | 2 | 3 | 4 | 5 | 6 | 7 | 8 | 9 | 10 | 11 | 12 | R | H  | E |
| 퍼시픽 | 0 | 0 | 0 | 1 | 1 | 1 | 0 | 0 | 0 | 0  | 0  | 0  | 3 | 6  | 1 |
| 센트럴 | 0 | 0 | 0 | 1 | 0 | 1 | 1 | 0 | 0 | 0  | 0  | 0  | 3 | 12 | 0 |
| 승리 투수: 없음 패전 투수: 없음 홈런: 퍼시픽 – 아라이 히로마사(긴테쓰·4회 1점), 나카지마 사토시(오릭스·5회 1점), 가도타 히로미쓰(다이에·6회 1점) |   |   |   |   |   |   |   |   |   |    |    |    |   |    |   |

#### 출장 선수
| 퍼시픽 | 퍼시픽 | 퍼시픽            |
| 타순   | 수비   | 선수              |
| ------ | ------ | ----------------- |
| 1      | (우)   | 아라이 히로마사   |
| 2      | (三)   | 이시게 히로미치   |
| 3      | (유)   | 마쓰나가 히로미   |
| 4      | (一)   | 기요하라 가즈히로 |
| 5      | (좌)   | M. 윈터스         |
| 6      | (중)   | 아키야마 고지     |
| 7      | (포)   | 나카지마 사토시   |
| 8      | (二)   | 쓰지 하쓰히코     |
| 9      | (투)   | 무라타 가쓰요시   |

| 센트럴 | 센트럴 | 센트럴            |
| 타순   | 수비   | 선수              |
| ------ | ------ | ----------------- |
| 1      | (二)   | 노무라 겐지로     |
| 2      | (三)   | 오카자키 가오루   |
| 3      | (유)   | 이케야마 다카히로 |
| 4      | (一)   | 오치아이 히로미쓰 |
| 5      | (좌)   | 하라 다쓰노리     |
| 6      | (우)   | 하타 신지         |
| 7      | (중)   | 야마사키 류조     |
| 8      | (포)   | 다쓰카와 미쓰오   |
| 9      | (투)   | 사사오카 신지     |

#### 수상 선수
MVP
- 히로사와 가쓰미(야쿠르트)

4타수 4안타 2타점의 맹활약을 보였다.

## 같이 보기
- 일본 프로 야구 올스타전
- 일본 야구 기구(주최)
- 산요 전기(특별 협찬)